# Feliks Ścibałło
Feliks Ścibałło (ur. 30 maja 1903 we Lwowie, zm. 12 listopada 1976 w Krakowie) – polski bronioznawca i kolekcjoner broni. Posiadał jedną z najbardziej wartościowych prywatnych kolekcji militariów w Polsce. Zyskał wysoką pozycję pośród polskich kolekcjonerów ze względu na rozległą wiedzę w zakresie bronioznawstwa.

## Życiorys

### Młodość
Urodził się 30 maja 1903 r. we Lwowie w rodzinie Piotra i Magdaleny z Pukasów – Gordaszewskich. Uczęszczał do miejscowego I Państwowego Gimnazjum im. Mikołaja Kopernika, zdając maturę w 1923 r. Potem studiował na Politechnice Lwowskiej na Wydziale Budowy Maszyn (1923 – 1925) i na Wydziale Rolno – Lasowym (1927 – 1928). Porzuciwszy naukę na uczelni wyższej, został zatrudniony we lwowskiej Wojewódzkiej Dyrekcji Powszechnego Zakładu Ubezpieczeń Wzajemnych. Pasjonował się militariami, gromadząc okazały zbiór dawnej broni i ubioru wojskowego, co przyniosło mu uznanie lwowskich muzealników. W 1937 r. został zaliczony w skład Stowarzyszenia Przyjaciół Muzeum Wojska w Warszawie, które skupiało grono uznanych znawców historii wojskowości i kolekcjonerów broni.

### II wojna światowa
W pierwszych latach II wojny światowej nadal pracował w Powszechnym Zakładzie Ubezpieczeń Wzajemnych, aby w 1943 r. przenieść się do Muzeum Narodowego. Zajmował się tam inwentaryzacją i zabezpieczaniem zbiorów. W 1945 r. zatrudnił się w biurze Rejonowego Pełnomocnika Rządu RP ds. Ewakuacji Ludności Polskiej w USRR. Wspólnie z Andrzejem Bruchnalskim  i Stanisławem Stańkowskim, wspierani przez lwowski Zarząd Obwodowy Związku Patriotów Polskich na czele ze Stanisławem Mazurem, bezskutecznie dochodzili zwrotu Polsce zespołów lwowskiego Muzeum Narodowego.

### Polska Ludowa
W 1946 r. zamieszkał na Dolnym Śląsku, równocześnie zabrał ze sobą ze Lwowa większość swojej kolekcji militariów. Później przeprowadził się do Krakowa, gdzie w 1949 r. dostał posadę inspektora w tamtejszym Inspektoracie Powiatowym Powszechnego Zakładu Ubezpieczeń Wzajemnych (od 1952 r. Powszechny Zakład Ubezpieczeń). W 1957 r. był współzałożycielem Stowarzyszenia Miłośników Dawnej Broni i Barwy przy krakowskim Muzeum Narodowym. W tym czasie napisał artykuł Umundurowanie milicji województwa kijowskiego z 1789 roku. W kolejnych latach poszerzał swoją kolekcję i zapoznawał się z innymi kolekcjonerami, między innymi nawiązał bliskie relacje z Brunonem Konczakowskim z Cieszyna. Dzięki działaniom Ścibałły, po śmierci Konczakowskiego w 1959 r., Państwowe Zbiory Sztuki - Zamek Królewski na Wawelu zakupiły w 1961 r. część przedmiotów cieszyńskiego zbieracza.
W 1959 r. zrezygnował z pracy w PZU. Trzy lata później znalazł zatrudnienie w Państwowych Zbiorach Sztuki - Zamku Królewskiego na Wawelu jako asystent konserwatora. W 1963 r. oczom zwiedzających ukazała się nowoczesna ekspozycja wawelskiej Zbrojowni, przygotowana przez Ścibałłę i Andrzeja Fischingera pod opieką Jerzego Szablowskiego. Pracował również nad jedną ze zbroi turniejowych wystawionych na tejże wystawie. Ocenił, że powstała w norymberskiej pracowni płatnerza Konrada Polera pod koniec XV w. Efekty analizy przedstawił w artykule Późnogotycka zbroja turniejowa w zbiorach wawelskich. W Państwowych Zbiorach Sztuki brał też udział z Krystyną Szymoniakową, później zaś z Jerzym T. Petrusem, w katalogowaniu zabytkowej broni. Kolekcjoner angażował się w opracowanie, będących pod redakcją Szablowskiego,  Katalogu zabytków sztuki w Polsce (1965) i Zbiorów Zamku Królewskiego na Wawelu (1970). Po odejściu na emeryturę w 1973 r. współpracował jeszcze z Andrzejem Swaryczewskim w przygotowaniu Katalogu zbiorów broni i uzbrojenia Muzeum w Będzinie (1979).
Kolekcja militariów Ścibałły była jedną z najcenniejszych w kraju. Składały się na nią: rynsztunek husarski, szable polskie z XVII - XIX w., broń sieczna z Europy Zachodniej, polskie umundurowanie i odznaki wojskowe z XIX w., broń palna i osprzęt jeździecki, pamiątki z powstania listopadowego i styczniowego oraz wytwory rzemiosła artystycznego (np. guzy kontuszowe). Kolekcjoner posiadał również pokaźną bibliotekę zawierającą książki o dawnej wojskowości. Wiele z wymienionych okazów znalazło się, w ramach zakupu lub przekazania w darze, w zbiorach Muzeum Zagłębia w Będzinie, Muzeum Narodowym w Krakowie, Muzeum Wojska Polskiego w Warszawie i Zamku Królewskiego na Wawelu, zaś pozostała część uległa rozproszeniu.
Zmarł 12 listopada 1976 w Krakowie.

### Życie prywatne
Feliks Ścibałło był dwukrotnie żonaty. W 1938 r. poślubił Marię Torosiewicz, która zmarła w 1967 r. Po raz drugi ożenił się w 1971 r. z Jadwigą Dostych; małżeństwo trwało do śmierci mężczyzny. Nie posiadał potomstwa.